# Skaszyn
Skaszyn – wieś w Polsce położona w województwie kujawsko-pomorskim, w powiecie włocławskim, w gminie Lubraniec.
W latach 1975–1998 miejscowość administracyjnie należała do województwa włocławskiego. Według Narodowego Spisu Powszechnego (III 2011) liczyła 155 mieszkańców. Jest 23. co do wielkości miejscowością gminy Lubraniec.

## Historia
W 1564 wieś Skaszyn dzierżawiła Anna Latalska. We wsi był dwór, zabudowania dworskie i folwarczne. W XVIII wieku właścicielem Skaszyna był Józef Mikorski, później wieś była w posiadaniu hrabiów Skarbków. We wsi osiedlali się osadnicy z Niemiec i Holandii. Folwark Skaszyn był dzierżawiony od Skarbków przez Brudzińskich, Ujazdowskich i Jakuba Krzyżanowskiego, dziadka Fryderyka Chopina. W 1828 wieś miała 12 domów i 142 mieszkańców. W 1910 dziedzic Skaszyna Aleksander Krusse otrzymał pozwolenie na parcelacje majątku. Parcelacje folwarku Skaszyn zakończono w 1935.